# Вулиця Святослава Хороброго (Вінниця)
Вулиця Святослава Хороброго — вулиця у місті Вінниця.
До вулиці прилучається вулиця Генерала Арабея, вулиця Михайла Драгоманова.

## Історія
З радянських часів вулиця носила назву на честь Героя Радянського Союзу Олега Кошового.
З 30 вересня 2022 – вулиця Святослава Хороброго.

## Перехресні вулиці
- вулиця Романа Шухевича